# 美しきパースの娘
『美しきパースの娘』（うつくしきパースのむすめ、仏：La jolie fille de Perth）は、フランスの作曲家ジョルジュ・ビゼーが1866年に作曲した全4幕のオペラ・コミックである。ウォルター・スコットの小説『The Fair Maid of Perth』を元にジュール=アンリ・ヴェルノワ・ド・サン=ジョルジュとジュール・アドニスが台本を作成した。1867年12月26日に初演された。
一般には、第2幕と第4幕で歌われるアリア「セレナード」と、後にエルネスト・ギローによって『アルルの女』の第2組曲に転用された「メヌエット」しか知られていない。日本では、2008年7月12日に新国立劇場中劇場において東京オペラ・プロデュース合唱団、東京ユニバーサル・フィルハーモニー管弦楽団他により、初めて全曲上演された。

## 概要
14世紀、内乱期のスコットランドの王都パースが舞台。婚約を間近に控えたキャサリンとヘンリーが、些細なトラブルが元で互いに不貞を働いたと誤解してしまうという愛憎劇。2人のいさかいは領主やジプシーの女王らを巻き込んで一大事となってしまうが、最後は誤解が解けて結ばれる。

## 登場人物

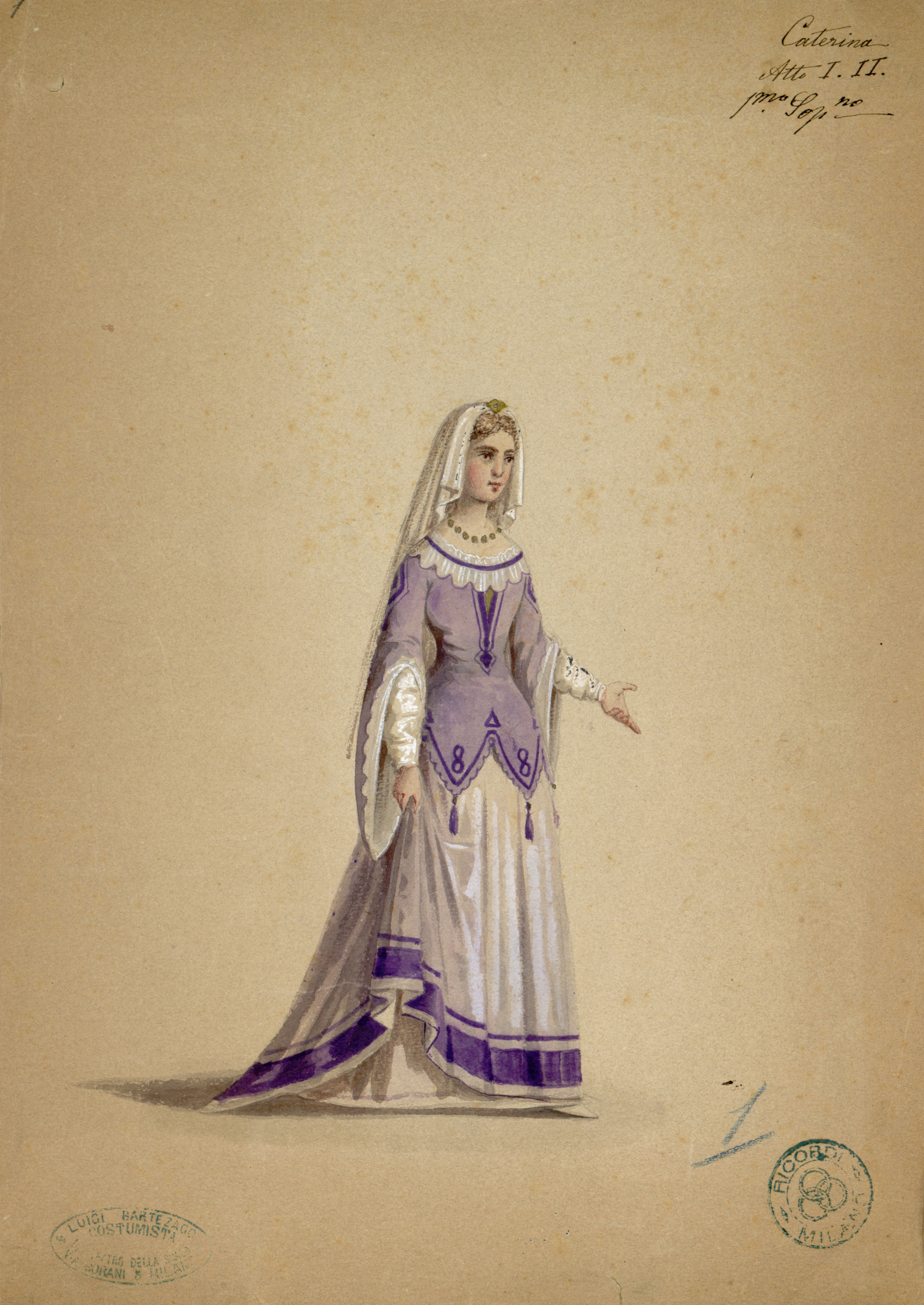
キャサリン

- キャサリン・グラヴァー（ソプラノ）：ヘンリーの恋人。
- ヘンリー・スミス（テノール）：武具師。
- ロスシー公爵（バリトン）：好色な領主。
- マブ（メゾソプラノ）：ジプシーの女王。
- ラルフ（バス）
- サイモン・グラヴァー（バス）
- ロスシーの従者（バス）
- 公爵の給仕頭（バス）

## 編曲
「セレナード」はNHK『みんなのうた』において、石川皓也編曲・海野洋司作詞により「小さな木の実」の名で1971年、1983年、1995年に放送された（歌はそれぞれ大庭照子、斉藤昌子、蒲原史子による）。このため、日本においてビゼーの作品としては『カルメン』などとともに広く知られるようになった。
『アルルの女』第2組曲に転用された「メヌエット」は、実は第3幕のロスシー伯爵とキャサリン（に成りすましたマブ）との二重唱の伴奏部分をギローが編曲したものである。このため、原曲とは大きく異なる。